# Marius Lăcătuș
Marius Mihai Lăcătuș, född den 4 april 1964 i Brașov, Brașov i Rumänien, är en rumänsk fotbollstränare och före detta fotbollsspelare. 
Lăcătuș spelade för Steaua Bukarest under större delen av sin karriär och var även lagkapten mellan 1994 och 1999. Han var utöver rumänska lag även på en kortare visit i ACF Fiorentina i Italien och Real Oviedo i Spanien. För Steaua Bukarests supportrar blev han en ikon och än idag, när han har lämnat klubben ropar spelarna hans namn varje match. De älskade honom för hans spektakulära sätt att spela och hans hängivenhet under matcher. Han fick smeknamnet Fiara (svenska: besten).
Lăcătuș var den första spelaren att göra mål i straffläggningen vid Europacupfinalen 1986 mot FC Barcelona, som Bukarest vann. Efter fotbolls-VM 1990 i Italien, där Lăcătuș bl.a. gjorde två mål mot Sovjetunionen, skrev han på kontrakt för AC Fiorentina och därefter gick han till spanska Real Oviedo. 1994 återvände han till Steaua Bukarest och spelade för laget fram till 1999 då han gick till FC Naţional Bucureşti och spelade en halv säsong innan han lade skorna på hyllan. Dock gjorde han till slut sin comeback i oktober 2006, då han som tränare tog med sig själv i UTA Arads trupp.
Lăcătuș spelade sammanlagt 414 matcher i rumänska Divizia A (numera Liga T) och gjorde 103 mål. Utöver det spelade han 21 matcher i Serie A och 51 matcher i La Liga. Han gjorde även 72 framträdanden i Europacupen, Cupvinnarcupen och UEFA-cupen, med sammanlagt 16 mål.